# Corea del Sur en la Copa Mundial de Fútbol de 1998
La selección de Corea del Sur fue una de las 32 selecciones que participó en la Copa Mundial de Fútbol de 1998. Esta fue su quinta participación en mundiales y cuarta consecutiva desde México 1986.

## Clasificación

### Primera ronda
| Equipo        | Pts | PJ | PG | PE | PP | GF | GC | DG |
| ------------- | --- | -- | -- | -- | -- | -- | -- | -- |
| Corea del Sur | 10  | 4  | 3  | 1  | 0  | 9  | 1  | +8 |
| Tailandia     | 4   | 4  | 1  | 1  | 2  | 5  | 6  | -1 |
| Hong Kong     | 3   | 4  | 1  | 0  | 3  | 3  | 10 | -7 |

| Fecha                 | Lugar     | Local         | Resultado | Visitante     |
| --------------------- | --------- | ------------- | --------- | ------------- |
| 22 de febrero de 1997 | Hong Kong | Hong Kong     | 0:2 (0:0) | Corea del Sur |
| 2 de marzo de 1997    | Bangkok   | Tailandia     | 1:3 (0:1) | Corea del Sur |
| 28 de mayo de 1997    | Daejeon   | Corea del Sur | 4:0 (2:0) | Hong Kong     |
| 1 de junio de 1997    | Seúl      | Corea del Sur | 0:0       | Tailandia     |

### Ronda final
| Equipo                 | Pts | PJ | PG | PE | PP | GF | GC | DG  |
| ---------------------- | --- | -- | -- | -- | -- | -- | -- | --- |
| Corea del Sur          | 19  | 8  | 6  | 1  | 1  | 19 | 7  | +12 |
| Japón                  | 13  | 8  | 3  | 4  | 1  | 17 | 9  | +8  |
| Emiratos Árabes Unidos | 9   | 8  | 2  | 3  | 3  | 9  | 12 | -3  |
| Uzbekistán             | 6   | 8  | 1  | 3  | 4  | 13 | 18 | -5  |
| Kazajistán             | 6   | 8  | 1  | 3  | 4  | 7  | 19 | -12 |

| Fecha                    | Lugar    | Local                  | Resultado | Visitante              |
| ------------------------ | -------- | ---------------------- | --------- | ---------------------- |
| 6 de septiembre de 1997  | Seúl     | Corea del Sur          | 3:0 (1:0) | Kazajistán             |
| 12 de septiembre de 1997 | Seúl     | Corea del Sur          | 2:1 (1:0) | Uzbekistán             |
| 28 de septiembre de 1997 | Tokio    | Japón                  | 1:2 (0:0) | Corea del Sur          |
| 4 de octubre de 1997     | Seúl     | Corea del Sur          | 3:0 (1:0) | Emiratos Árabes Unidos |
| 11 de octubre de 1997    | Almatý   | Kazajistán             | 1:1 (0:1) | Corea del Sur          |
| 18 de octubre de 1997    | Taskent  | Uzbekistán             | 1:5 (0:3) | Corea del Sur          |
| 1 de noviembre de 1997   | Seúl     | Corea del Sur          | 0:2 (0:2) | Japón                  |
| 9 de noviembre de 1997   | Abu Dabi | Emiratos Árabes Unidos | 1:3 (0:2) | Corea del Sur          |

### Goleadores
| Goles | Futbolistas                                            |
| ----- | ------------------------------------------------------ |
| 9     | Choi Yong-soo                                          |
| 3     | Kim Do-hoon, Lee Sang-yoon, Yoo Sang-chul              |
| 2     | Choi Moon-sik, Ha Seok-ju, Seo Jung-won                |
| 1     | Ko Jeong-woon, Lee Min-sung, Park Kun-ha, Roh Sang-rae |

## Lista de jugadores
Entrenador:  Cha Bum-kun (despedido después de los primeros dos partidos, reemplazado por Kim Pyung-seok para el último encuentro)
| No. | Pos. | Jugador         | Fecha de nacimiento (edad)         | Apa. | Club                    |
| --- | ---- | --------------- | ---------------------------------- | ---- | ----------------------- |
| 1   | POR  | Kim Byung-ji    | 8 de abril de 1970 (28 años)       | 34   | Ulsan Hyundai Horangi   |
| 2   | MED  | Choi Sung-yong  | 25 de diciembre de 1975 (22 años)  | 27   | Sangmu                  |
| 3   | DEF  | Lee Lim-saeng   | 18 de noviembre de 1971 (26 años)  | 17   | Bucheon SK              |
| 4   | DEF  | Choi Young-il   | 25 de abril de 1966 (32 años)      | 54   | Busan Daewoo Royals     |
| 5   | DEF  | Lee Min-sung    | 23 de junio de 1973 (24 años)      | 29   | Busan Daewoo Royals     |
| 6   | DEF  | Yoo Sang-chul   | 18 de octubre de 1971 (26 años)    | 57   | Ulsan Hyundai Horangi   |
| 7   | MED  | Kim Do-keun     | 2 de marzo de 1972 (26 años)       | 13   | Jeonnam Dragons         |
| 8   | MED  | Noh Jung-yoon   | 28 de marzo de 1971 (27 años)      | 36   | NAC Breda               |
| 9   | DEL  | Kim Do-hoon     | 21 de julio de 1970 (27 años)      | 37   | Vissel Kobe             |
| 10  | DEL  | Choi Yong-soo   | 10 de septiembre de 1973 (24 años) | 33   | Sangmu                  |
| 11  | DEL  | Seo Jung-won    | 17 de diciembre de 1970 (27 años)  | 73   | Strasbourg              |
| 12  | DEF  | Lee Sang-hun    | 11 de octubre de 1975 (22 años)    | 13   | Anyang LG Cheetahs      |
| 13  | DEF  | Kim Tae-young   | 8 de noviembre de 1970 (27 años)   | 35   | Jeonnam Dragons         |
| 14  | MED  | Ko Jong-soo     | 30 de octubre de 1978 (19 años)    | 22   | Suwon Samsung Bluewings |
| 15  | MED  | Lee Sang-yoon   | 10 de abril de 1969 (29 años)      | 28   | Cheonan Ilhwa Chunma    |
| 16  | DEF  | Jang Hyung-seok | 7 de julio de 1972 (25 años)       | 7    | Ulsan Hyundai Horangi   |
| 17  | MED  | Ha Seok-ju      | 20 de febrero de 1968 (30 años)    | 82   | Cerezo Osaka            |
| 18  | DEL  | Hwang Sun-hong  | 14 de julio de 1968 (29 años)      | 78   | Pohang Steelers         |
| 19  | DEF  | Jang Dae-il     | 9 de marzo de 1975 (23 años)       | 14   | Cheonan Ilhwa Chunma    |
| 20  | DEF  | Hong Myung-bo   | 12 de febrero de 1969 (29 años)    | 94   | Bellmare Hiratsuka      |
| 21  | DEL  | Lee Dong-gook   | 29 de abril de 1979 (19 años)      | 0    | Pohang Steelers         |
| 22  | POR  | Seo Dong-myung  | 4 de mayo de 1974 (24 años)        | 21   | Sangmu                  |

## Participación

### Grupo E
| Equipo        | Pts | PJ | PG | PE | PP | GF | GC | DG |
| ------------- | --- | -- | -- | -- | -- | -- | -- | -- |
| Países Bajos  | 5   | 3  | 1  | 2  | 0  | 7  | 2  | +5 |
| México        | 5   | 3  | 1  | 2  | 0  | 7  | 5  | +3 |
| Bélgica       | 3   | 3  | 0  | 3  | 0  | 3  | 3  | 0  |
| Corea del Sur | 1   | 3  | 0  | 1  | 2  | 2  | 9  | -7 |

#### Corea del Sur vs. México
| 13 de junio de 1998, 17:30 (UTC+2) | Corea del Sur | 1:3 (1:0) | México                          | Stade Gerland, Lyon                                      |                                                          |
|                                    | Ha 27'        | Reporte   | Peláez 50' · Hernández 75', 84' | Asistencia: 39.100 espectadores Árbitro(s): Günter Benkö | Asistencia: 39.100 espectadores Árbitro(s): Günter Benkö |

| Corea del Sur | México |

|             |    |                 |     |     |
|             |    |                 |     |     |
| POR         | 1  | Kim Byung-ji    |     |     |
| DEF         | 5  | Lee Min-sung    | 20' |     |
| DEF         | 13 | Kim Tae-young   |     |     |
| DEF         | 20 | Hong Myung-bo   |     |     |
| DEF         | 6  | Yoo Sang-chul   |     |     |
| MED         | 7  | Kim Do-keun     |     | 60' |
| MED         | 8  | Noh Jung-yoon   |     | 55' |
| MED         | 14 | Ko Jong-soo     |     | 75' |
| MED         | 15 | Lee Sang-yoon   |     |     |
| MED         | 17 | Ha Seok-ju      | 30' |     |
| DEL         | 9  | Kim Do-hoon     |     |     |
| Suplentes:  |    |                 |     |     |
| POR         | 22 | Seo Dong-myung  |     |     |
| DEF         | 4  | Choi Young-il   |     |     |
| DEF         | 12 | Lee Sang-hun    |     |     |
| DEF         | 16 | Jang Hyung-seok |     | 55' |
| DEF         | 19 | Jang Dae-il     |     |     |
| MED         | 2  | Choi Sung-yong  |     | 60' |
| DEF         | 3  | Lee Lim-saeng   |     |     |
| DEL         | 11 | Seo Jung-won    |     | 75' |
| DEL         | 10 | Choi Yong-soo   |     |     |
| DEL         | 18 | Hwang Sun-hong  |     |     |
| DEL         | 21 | Lee Dong-gook   |     |     |
| Entrenador: |    |                 |     |     |
| Cha Bum-kun |    |                 |     |     |

|                 |    |                     |     |       |
|                 |    |                     |     |       |
| POR             | 1  | Jorge Campos        |     |       |
| DEF             | 2  | Claudio Suárez      |     |       |
| DEF             | 5  | Duilio Davino       |     |       |
| DEF             | 13 | Pável Pardo         |     |       |
| MED             | 7  | Ramón Ramírez       |     |       |
| MED             | 8  | Alberto García Aspe | 27' | 70'   |
| MED             | 14 | Raúl Lara           |     |       |
| MED             | 19 | Braulio Luna        |     | 45+1' |
| MED             | 20 | Jaime Ordiales      | 26' | 45+1' |
| DEL             | 11 | Cuauhtémoc Blanco   |     |       |
| DEL             | 15 | Luis Hernández      |     |       |
| Suplentes:      |    |                     |     |       |
| POR             | 12 | Oswaldo Sánchez     |     |       |
| POR             | 22 | Oscar Pérez         |     |       |
| DEF             | 3  | Joel Sánchez        |     |       |
| DEF             | 16 | Isaac Terrazas      |     |       |
| DEF             | 18 | Salvador Carmona    |     |       |
| MED             | 4  | Germán Villa        |     |       |
| MED             | 6  | Marcelino Bernal    |     | 70'   |
| DEL             | 9  | Ricardo Peláez      |     | 45+1' |
| DEL             | 10 | Luis García         |     |       |
| DEL             | 17 | Francisco Palencia  |     |       |
| DEL             | 21 | Jesús Arellano      |     | 45+1' |
| Entrenador:     |    |                     |     |       |
| Manuel Lapuente |    |                     |     |       |

| Árbitros asistentes: Lencie Fred Erich Schneider Cuarto árbitro: John Toro Rendón | Reglas del partido - 90 minutos. - Once suplentes convocados. - Máximo de tres sustituciones. |

#### Países Bajos vs. Corea del Sur
| 20 de junio de 1998, 21:00 (UTC+2) | Países Bajos                                                                | 5:0 (2:0) | Corea del Sur | Stade Vélodrome, Marsella                                  |                                                            |
|                                    | Cocu 37' · Overmars 41' · Bergkamp 71' · van Hooijdonk 80' · R. de Boer 83' | Reporte   |               | Asistencia: 55.000 espectadores Árbitro(s): Ryszard Wójcik | Asistencia: 55.000 espectadores Árbitro(s): Ryszard Wójcik |

| Países Bajos | Corea del Sur |

|              |    |                          |  |     |
|              |    |                          |  |     |
| POR          | 1  | Edwin van der Sar        |  |     |
| DEF          | 3  | Jaap Stam                |  |     |
| DEF          | 4  | Frank de Boer            |  |     |
| DEF          | 5  | Arthur Numan             |  | 80' |
| MED          | 6  | Wim Jonk                 |  |     |
| MED          | 7  | Ronald de Boer           |  | 84' |
| MED          | 11 | Phillip Cocu             |  |     |
| MED          | 16 | Edgar Davids             |  |     |
| MED          | 20 | Aron Winter              |  |     |
| DEL          | 8  | Dennis Bergkamp          |  | 77' |
| DEL          | 14 | Marc Overmars            |  |     |
| Suplentes:   |    |                          |  |     |
| POR          | 18 | Ed de Goey               |  |     |
| POR          | 22 | Ruud Hesp                |  |     |
| DEF          | 2  | Michael Reiziger         |  |     |
| DEF          | 13 | André Ooijer             |  |     |
| DEF          | 15 | Winston Bogarde          |  | 80' |
| MED          | 10 | Clarence Seedorf         |  |     |
| MED          | 19 | Giovanni van Bronckhorst |  |     |
| DEL          | 9  | Patrick Kluivert         |  |     |
| MED          | 12 | Boudewijn Zenden         |  | 84' |
| DEL          | 17 | Pierre van Hooijdonk     |  | 77' |
| DEL          | 21 | Jimmy Floyd Hasselbaink  |  |     |
| Entrenador:  |    |                          |  |     |
| Guus Hiddink |    |                          |  |     |

|             |    |                 |       |     |
|             |    |                 |       |     |
| POR         | 1  | Kim Byung-ji    |       |     |
| DEF         | 4  | Choi Young-il   |       |     |
| DEF         | 5  | Lee Min-sung    |       |     |
| DEF         | 20 | Hong Myung-bo   |       |     |
| MED         | 2  | Choi Sung-yong  |       | 53' |
| DEF         | 6  | Yoo Sang-chul   |       |     |
| MED         | 7  | Kim Do-keun     |       |     |
| DEL         | 11 | Seo Jung-won    |       | 77' |
| MED         | 15 | Lee Sang-yoon   |       |     |
| DEL         | 9  | Kim Do-hoon     |       | 69' |
| DEL         | 10 | Choi Yong-soo   | 26'   |     |
| Suplentes:  |    |                 |       |     |
| POR         | 22 | Seo Dong-myung  |       |     |
| DEF         | 12 | Lee Sang-hun    |       |     |
| DEF         | 13 | Kim Tae-young   |       | 53' |
| DEF         | 16 | Jang Hyung-seok |       |     |
| DEF         | 19 | Jang Dae-il     |       |     |
| DEF         | 3  | Lee Lim-saeng   |       |     |
| MED         | 8  | Noh Jung-yoon   |       |     |
| MED         | 14 | Ko Jong-soo     | 90+2' | 69' |
| MED         | 17 | Ha Seok-ju      |       |     |
| DEL         | 18 | Hwang Sun-hong  |       |     |
| DEL         | 21 | Lee Dong-gook   |       | 77' |
| Entrenador: |    |                 |       |     |
| Cha Bum-kun |    |                 |       |     |

| Árbitros asistentes: Jacek Pociegiel Yuri Dupanov Cuarto árbitro: Vítor Melo Pereira | Reglas del partido - 90 minutos. - Once suplentes convocados. - Máximo de tres sustituciones. |

#### Bélgica vs. Corea del Sur
| 25 de junio de 1998, 16:00 (UTC+2) | Bélgica  | 1:1 (1:0) | Corea del Sur | Parc des Princes, París                                    |                                                            |
|                                    | Nilis 7' | Reporte   | Yoo 72'       | Asistencia: 45.500 espectadores Árbitro(s): Márcio Rezende | Asistencia: 45.500 espectadores Árbitro(s): Márcio Rezende |

| Bélgica | Corea del Sur |

|                 |    |                      |     |       |
|                 |    |                      |     |       |
| POR             | 12 | Philippe Vande Walle |     |       |
| DEF             | 4  | Gordan Vidovic       |     |       |
| DEF             | 5  | Vital Borkelmans     | 65' |       |
| DEF             | 22 | Éric Deflandre       |     |       |
| DEF             | 3  | Lorenzo Staelens     |     |       |
| MED             | 7  | Marc Wilmots         |     |       |
| MED             | 11 | Nico Van Kerckhoven  |     |       |
| MED             | 14 | Enzo Scifo           |     | 65'   |
| DEF             | 15 | Philippe Clement     |     | 74'   |
| DEL             | 8  | Luis Oliveira        |     | 45+1' |
| DEL             | 10 | Luc Nilis            |     |       |
| Suplentes:      |    |                      |     |       |
| POR             | 1  | Filip De Wilde       |     |       |
| POR             | 13 | Dany Verlinden       |     |       |
| DEF             | 2  | Bertrand Crasson     |     |       |
| DEF             | 16 | Glen De Boeck        |     |       |
| DEF             | 17 | Mike Verstraeten     |     |       |
| DEF             | 19 | Éric Van Meir        |     |       |
| MED             | 6  | Franky van der Elst  |     | 65'   |
| MED             | 18 | Gert Verheyen        |     |       |
| MED             | 21 | Danny Boffin         |     |       |
| DEL             | 9  | Mbo Mpenza           |     | 45+1' |
| DEL             | 20 | Émile Mpenza         |     | 74'   |
| Entrenador:     |    |                      |     |       |
| Georges Leekens |    |                      |     |       |

|                |    |                 |     |       |
|                |    |                 |     |       |
| POR            | 1  | Kim Byung-ji    | 83' |       |
| DEF            | 5  | Lee Min-sung    | 83' |       |
| DEF            | 12 | Lee Sang-hun    |     | 66'   |
| DEF            | 13 | Kim Tae-young   | 48' |       |
| DEF            | 20 | Hong Myung-bo   |     |       |
| MED            | 2  | Choi Sung-yong  |     | 45+1' |
| DEF            | 6  | Yoo Sang-chul   |     |       |
| MED            | 7  | Kim Do-keun     |     | 45+1' |
| DEL            | 11 | Seo Jung-won    |     |       |
| MED            | 17 | Ha Seok-ju      |     |       |
| DEL            | 10 | Choi Yong-soo   |     |       |
| Suplentes:     |    |                 |     |       |
| POR            | 22 | Seo Dong-myung  |     |       |
| DEF            | 4  | Choi Young-il   |     |       |
| DEF            | 16 | Jang Hyung-seok |     | 66'   |
| DEF            | 19 | Jang Dae-il     |     |       |
| DEF            | 3  | Lee Lim-saeng   | 67' | 45+1' |
| MED            | 8  | Noh Jung-yoon   |     |       |
| MED            | 14 | Ko Jong-soo     |     | 45+1' |
| MED            | 15 | Lee Sang-yoon   |     |       |
| DEL            | 9  | Kim Do-hoon     |     |       |
| DEL            | 18 | Hwang Sun-hong  |     |       |
| DEL            | 21 | Lee Dong-gook   |     |       |
| Entrenador:    |    |                 |     |       |
| Kim Pyung-seok |    |                 |     |       |

| Árbitros asistentes: Arnaldo Pinto Jorge Luis Arango Cuarto árbitro: Kim Milton Nielsen | Reglas del partido - 90 minutos. - Once suplentes convocados. - Máximo de tres sustituciones. |